# Rajd Jałty 2012
Rajd Jałty 2012 (12. Prime Yalta Rally) – 12 edycja rajdu samochodowego Rajd Jałty rozgrywanego na Ukrainie. Rozgrywany był od 14 do 16 września 2012 roku. Była to dziesiąta runda Intercontinental Rally Challenge w roku 2012. Składał się z 14 odcinków specjalnych.

## Klasyfikacja rajdu
| Miejsce                | Kierowca               | Pilot                  | Samochód                    | Czas                   | Strata                 | Punkty                 |
| Klasyfikacja generalna | Klasyfikacja generalna | Klasyfikacja generalna | Klasyfikacja generalna      | Klasyfikacja generalna | Klasyfikacja generalna | Klasyfikacja generalna |
| ---------------------- | ---------------------- | ---------------------- | --------------------------- | ---------------------- | ---------------------- | ---------------------- |
| 1.                     | Yagiz Avci             | Bahadir Gücenmez       | Ford Fiesta S2000           | 3:09:58.7              | 0.0                    | 25                     |
| 2.                     | Robert Consani         | Nicolas Klinger        | Renault Mégane RS           | 3:13:11.1              | +3:12.4                | 18                     |
| 3.                     | Lászlo Vizin           | Gábor Zsiros           | Škoda Fabia S2000           | 3:13:27.1              | +3:28.4                | 15                     |
| 4.                     | Mykola Chmykh          | Oleksandr Vilchynskyi  | Subaru Impreza STi N12      | 3:17:33.9              | +7:35.2                | 12                     |
| 5.                     | Vlad Cosma             | Florin Dorca           | Citroën C2 R2 Max           | 3:19:50.2              | +9:51.5                | 10                     |
| 6.                     | Marco Tempestini       | Dorin Pulpea           | Subaru Impreza STi R4       | 3:22:46.6              | +12:47.9               | 8                      |
| 7.                     | Murat Bostanci         | Onur Vatansever        | Ford Fiesta R2              | 3:25:13.0              | +15:14.3               | 6                      |
| 8.                     | Ekaterina Stratieva    | Carmen Poenaru         | Citroën C2 R2 Max           | 3:25:40.1              | +15:41.4               | 4                      |
| 9.                     | Marco Cavigioli        | Monica Fortunato       | Mitsubishi Lancer Evo IX R4 | 3:29:33.8              | +19:35.1               | 2                      |
| 10.                    | Oleksiy Panov          | Oleksandr Yakushev     | Honda Civic Type-R          | 3:30:52.8              | +20:54.1               | 1                      |